# Exaplátanos
Exaplátanos (Exaplatanos) är en ort i Grekland.   Den ligger i prefekturen Nomós Péllis och regionen Mellersta Makedonien, i den norra delen av landet, 400 km norr om huvudstaden Aten. Exaplátanos ligger 125 meter över havet och antalet invånare är 1 292.
Terrängen runt Exaplátanos är varierad.Runt Exaplátanos är det ganska glesbefolkat, med 21 invånare per kvadratkilometer. Närmaste större samhälle är Aridaía, 6,1 km väster om Exaplátanos. Trakten runt Exaplátanos består till största delen av jordbruksmark.